# Gabrielle (Xena, la guerrière)

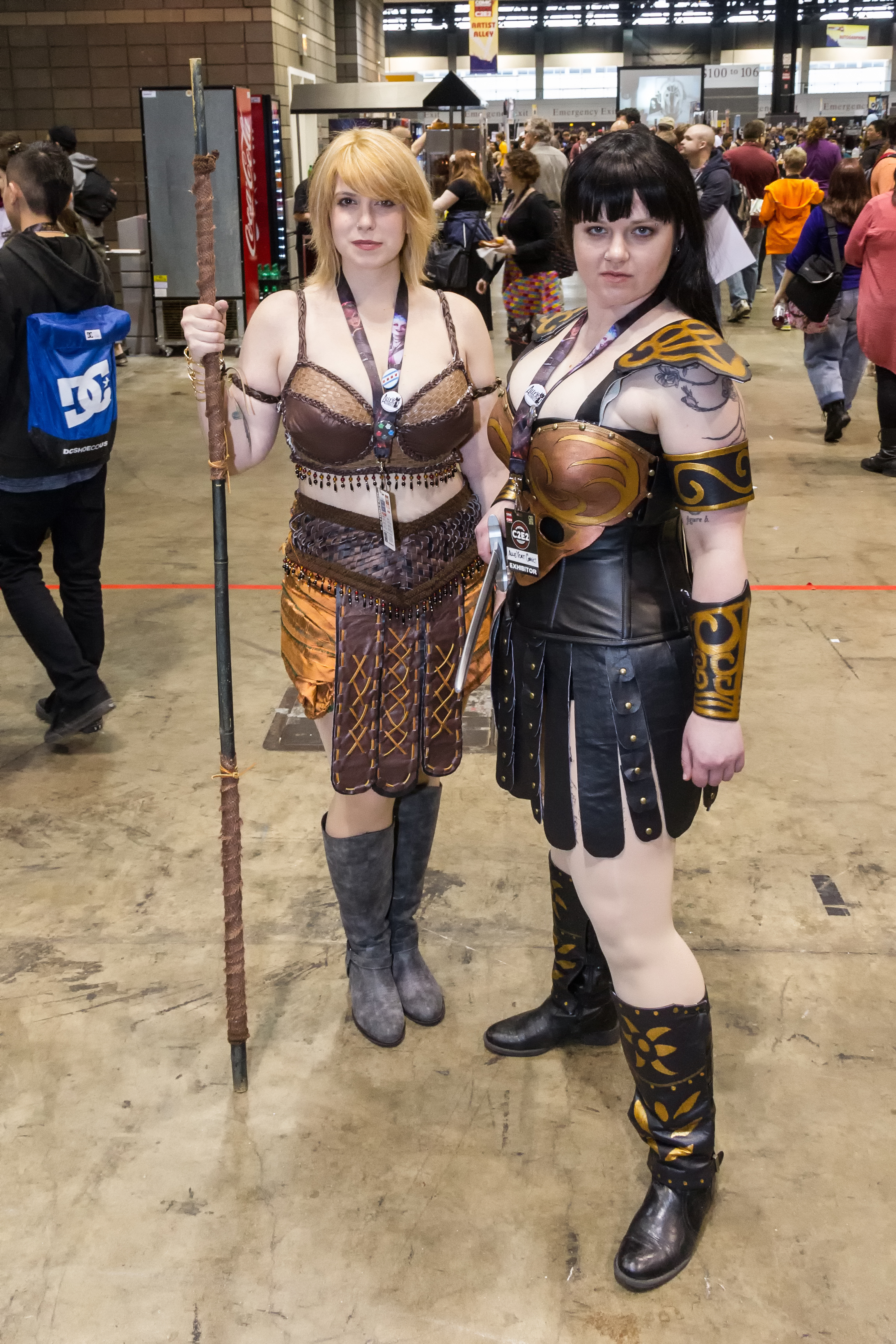
Cosplay de Xena et Gabrielle en 2014

Gabrielle est la co-protagoniste de la série télévisée Xena, la guerrière. L'actrice qui interprète le rôle est la texane Renée O'Connor. Gabrielle est la compagne de voyage de Xena. Au fil de l'aventure dans la série, son personnage évolue de simple villageoise à guerrière accomplie.

## Évolution du personnage

### Saisons 1 et 2
Gabrielle est originaire du petit village de Potidée. Ses parents se nomment Hérodote et Hécube, et sa petite sœur, Lila. Dans le premier épisode de la série, Le retour de Xena, Gabrielle est sauvée de l'esclavage grâce à l'intervention de Xena. Gabrielle décide de l'accompagner dans ses voyages, bien qu'elle soit totalement inexpérimentée face aux dangers dans lesquels la princesse guerrière se trouve impliquée, pour échapper à sa vie ennuyeuse et à son futur mariage avec Perdicas.
Au commencement, Gabrielle est la lumière et l'innocence car elle aide Xena à ne pas dévier du nouveau chemin qu'elle achève de prendre. Mais après avoir sauvé une princesse amazone, Terreïs, elle obtient les droits de succession de la tribu et est initiée à la pratique des armes. L'amazone Ephiny lui concède sa première arme, une houlette qui accompagnera Gabrielle durant une grande partie de la série.
À cette époque, le grand rêve de Gabrielle était de devenir un barde célèbre, c'est pour cela qu'elle commença à écrire des parchemins qui racontent les exploits de Xena, et qui selon la série, sont la source qui démontre l'existence de la princesse guerrière.
Bien qu'elle ait repoussé un mariage avec Perdicas, après l'avoir retrouvé durant le siège de Troie, elle accepte peu après de se marier avec lui. Son bonheur est de courte durée, parce que le jour suivant ses noces, Perdicas meurt de la main de Callisto, la plus grande rivale de Xena.
Joxer, ami et compagnon de voyage, est éperdument amoureux de Gabrielle, mais il n'ose pas lui déclarer ses sentiments de peur d'être repoussé. Il le fera finalement dans la saison 5, épisode Chakram. Gabrielle ne donnera pas suite à la déclaration de Joxer mais restera amie avec lui.

### Saison 3
La troisième saison de la série est charnière dans l'évolution de Gabrielle. Tandis qu'elle accompagne Xena combattre son vieil ennemi, Jules César, en Bretagne, elle est trompée par un groupe de fidèles du "dieu unique". Trop tard, elle comprend que ce dieu est Dahak, une puissance malfaisante cherchant à déployer son pouvoir sur Terre. Elle perdra son innocence, prisonnière d'une meurtrière cérémonie où le dieu Dahak entrera en contact charnel avec elle. Profondément choquée par cette douloureuse épreuve, Gabrielle devra encore donner naissance au fruit de son union avec le mal : une petite fille que le barde nommera Hope (Espoir). Hélas, Xena va rapidement comprendre que cette enfant incarne le mal et demandera à Gabrielle de la sacrifier. Ne pouvant mettre fin à la vie de son propre enfant, Gabrielle l'abandonnera tout en dissimulant son geste à Xena. Malheureusement, leur route se recroisèrent. Hope, qui grandissait plus rapidement que la normale, était devenue une petite fille méconnaissable. Elle fit tuer Solan, le fils de Xena, par l'intermédiaire de Callisto. Après cet évènement tragique et destructeur, Gabrielle comprit combien son Espoir fut vain et elle n'eut d'autre choix que d'empoisonner Hope. Ces événements tragiques provoquèrent une rupture particulièrement profonde entre Xena et Gabrielle. Submergée par le désespoir, Gabrielle retourna seule auprès des Amazones avant que Xena ne viennent l'y arracher de force, guidée par la seule haine, pour la tuer. Fort heureusement, elles se réconcilièrent après une chute dans le Royaume Magique de l'Illusion : là elles purent échanger à cœur ouvert, panser leurs plaies et se pardonner l'une et l'autre. Hélas, on ne tue pas la fille de Dahak avec un simple poison. Gabrielle découvrit avec horreur que sa progéniture était maintenant devenue adulte et qu'elles partageaient la même apparence. Hope était pour Gabrielle le souvenir - semble-t-il impérissable - de la tromperie puis du viol qu'elle subit, mais aussi des meurtres perpétrés par son engeance. Au comble de l'horreur, Hope portait en son sein l'enfant d'Arès. Ce dernier avait conclu un accord avec les Parques : si Xena venait à tuer Hope, alors elles couperaient le fil de la vie de la guerrière. Gabrielle ne pouvait laisser Xena mettre un terme à la vie de sa fille. Elle se sacrifia en plongeant dans un puits de lave pour y précipiter sa fille, et ainsi épargner la vie de Xena, dévastée par la perte de la barde.
L'innocence et la pureté de Gabrielle seront sévèrement ébranlées tout au long de la saison. Si elle conserve sa joie de vivre, son humour et sa légèreté, il est évident que les rudes épreuves qu'elle aura traversé l'impacteront dans tout le reste de la série. Délirante, elle fera encore mention de Hope, suppliant Xena de ne pas la tuer, dans la saison 6.

### Saison 4
Gabrielle, sauvée par Arès, retrouve Xena dans son village natal, à Potidée. Fortement ébranlée, elle apprend que Hope est encore en vie et qu'elle se fait passer pour elle auprès de sa famille. Hope a par ailleurs donné naissance à une créature meurtrière qu'elle cache dans le village. Par un habile subterfuge, Gabrielle amène le monstre à tuer par erreur sa mère. Lui-même mortellement blessé, ils s'effondreront enlacés. Cette fois, c'en sera terminé de Dahak et de Hope.
Après ces épreuves, Xena et Gabrielle décident de prendre la route de l'Inde. Gabrielle cherchera à y trouver la paix à travers la méditation, le yoga et la non-violence. Elle trouvera sur sa route Najara, une guerrière à l'écoute des Djins. D'abord séduite par ses intentions d'apporter une forme de paix universelle, elle découvrira bien vite que Najara est guidée par des instincts meurtriers et sanguinaires. Une fois en Inde, Gabrielle fit la connaissance d'Eli. Ce charlatan se découvrit le pouvoir d'exorciser les esprits malveillants grâce à un autre dieu unique, celui des Israélites, bon cette fois. Gabrielle va suivre son enseignement et abandonner son bâton de combat afin de perpétuer la voie de l'amour.
Rayonnante et vraisemblablement apaisée, elle sera néanmoins contrainte de reprendre les armes dans une nouvelle épreuve.
Emprisonnée avec Eli et quelques fidèles par les Romains, elle est secourue par Xena. Tandis qu'elle s'apprête à fuir de la prison romaine, Xena combat sans relâche la garde. Callisto ne supporte pas de voir ainsi la victoire aussi proche pour sa vieille ennemie. Elle lance alors, dans un geste désespéré, le chakram qu'elle avait dérobé à Xena. Ce dernier se fracasse dans le bas du dos de la guerrière, dont les jambes se dérobent et qui s'effondre sur le sol, incapable de se relever. Gabrielle assiste, désemparée à la scène. Elle voit un soldat romain accourir derrière la grande guerrière, un poignard levé, prêt à frapper. Alors n'écoutant plus que son amour pour Xena, elle saisit une lance et l'envoie droit dans le cœur de l'homme. Elle combat avec férocité les gardes, protégeant la guerrière de leurs assauts. Xena assiste impuissante à la scène tandis que Callisto ne cache pas sa surprise de voir Gabrielle exploiter un potentiel guerrier qu'elle n'aurait pas soupçonné. Gabrielle sort subitement de sa torpeur destructrice quand elle prend conscience de ses actes. De non-violente, elle a basculé en un fragment de seconde en guerrière implacable et meurtrière. Pour la première fois de sa vie, Gabrielle a tué sciemment.
Résignée, elle est arrêtée puis crucifiée aux côtés de Xena. Elles se rejoignent dans la mort.

## Relations avec Xena
La nature des liens unissant Gabrielle et Xéna a longtemps été le sujet de nombreux débats et controverses. En effet, les scénaristes ont distillé au fil des saisons des indices et des sous-entendus laissant entendre que les deux femmes étaient amoureuses l'une de l'autre et qu'a fortiori, elles formaient un couple. Si dans les premières saisons, les références à leur relation de couple restent très implicites, les saisons 5 et 6 laissent cependant de moins en moins planer le doute.
L'épisode Résurrection de la saison 2 montre, pour sa part, une scène assez explicite. Xéna ayant été tuée, son esprit s'enferme dans le corps d'Autolycos avec l'espoir de ressusciter. La Princesse Guerrière va communiquer avec Gabrielle, d'abord par la bouche du Roi des Voleurs, puis en esprit. L'image montre alors les deux femmes face à face. Mais quand Xéna se penche pour embrasser Gabrielle sur les lèvres, l'image se fond et la scène présente Autolycos bouche à bouche avec Gabrielle, certainement par volonté de pudeur des scénaristes. L'esprit de Xéna punit tout de même Autolycos pour un geste quelque peu trop intime sur la personne de Gabrielle.
Il est évident que les deux femmes sont d'abord unies dans un rapport de maître à élève en ce qui concerne les arts martiaux (au sens littéral) : Xéna initie Gabrielle à l'art du combat et de la stratégie.